# Büblosz
Büblosz egy régi főniciai kikötőváros Libanonban. Főniciai neve Gebal (korábban Gubla), görög neve Büblosz (βύβλος), jelenlegi hivatalos arab neve Jbeil (جبيل Ǧubayl, magyar kiejtéssel dzsubeil). A Földközi-tenger partján fekszik, 30 km-re északra a fővárostól, Bejrúttól. 1984-ben lett a világörökség része.

## Biblia
A görög biblia szó az ógörög biblion szó többesszáma, vagyis jelentése: könyvek. A biblion szó pedig az egyiptomi papirusz jelentésű biblosz szóból keletkezett, melyet Büblosz városáról neveztek el, ez volt az a föníciai kikötő, ahol a főleg a Nílus mocsaraiban termesztett és írásra használt papirusz nemzetközi kereskedelmi központja volt.

## Történelem
A régészeti leletek arról tanúskodnak, hogy a város mai területén már i. e. 5000 évvel is volt élet, nem hiába nevezik Bübloszt a világ legrégebbi városának. I. e. 3000 évvel már forgalmas kikötő volt és i. e. 2800 körül városfal is magasodott. A kikötő a középső bronzkorban az Egyiptommal és az egész régióval való cédrusfa és papiruszkereskedelemben töltött be fontos szerepet. Noha az i. e. 2. ezred második felében Ugarit lett a közel-kelet legforgalmasabb kikötője, az Egyiptommal történő kereskedelem továbbra is lendületben tartotta a várost és amikor i. e. 1200 körül Ugaritot lerombolták, Büblosz visszanyerte régi rangját. I. e. 900-tól a terület mindinkább az Asszír Birodalom befolyása alá került. Később A babilóniak és a perzsák uralkodtak a város felett. Büblosznak ugyan saját királya volt, de a birodalomnak adót kellett fizetnie. I. e. 400-tól már saját pénzérméje volt. Nagy Sándor halála után a város már nem rendelkezett saját királlyal és elvesztette politikai önállóságát. A római kor felvirágzást hozott a Bübloszra, erről tanúskodik a számos mozaik, a színház és sok más akkori műemlék. A keresztény időkben a város fontos bázisa volt a kereszteseknek, akik egy erődítményt építettek. 1187-ben azonban Szaladin szultán meghódította a várost, melyet később a keresztesek visszaszereztek. 1266-ban I. Bajbarsz csapatai vették be Bübloszt, majd 1516-tól az Oszmán Birodalom irányítása alá került.

## Büblosz ma

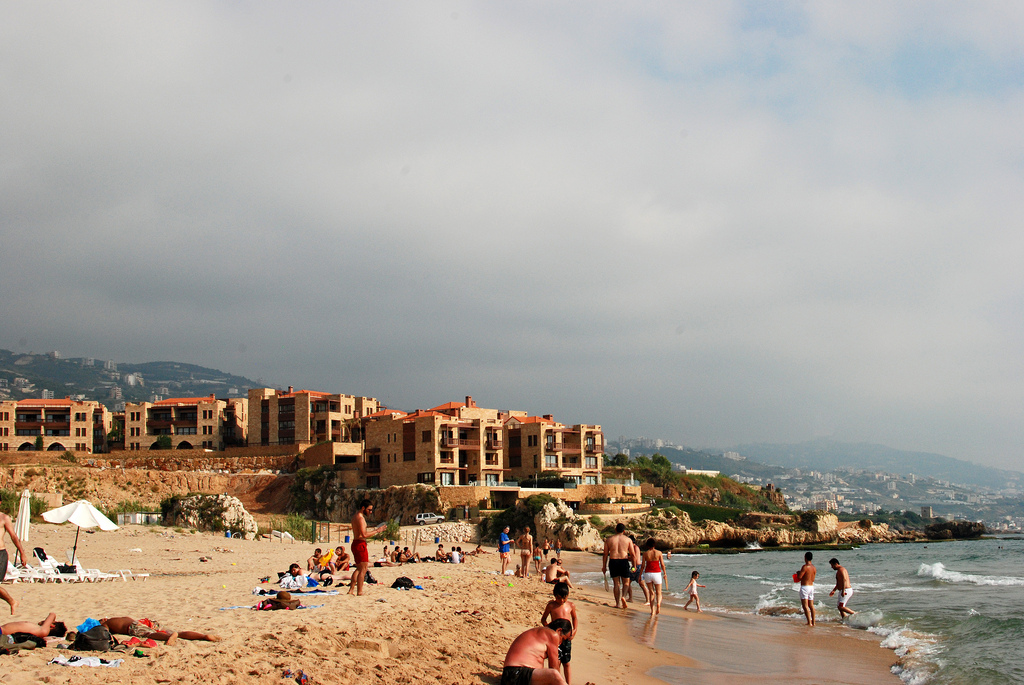
Strand a tengerparton

Ma Büblosz Libanon egyik legszebb városa. Az óvárost ma is fal veszi körül, itt felfedezhetünk egy templomot, melyet a genovaiak építettek, egy mecsetet és a kikötőt. Egy műemlék szemlélteti a föníciai ABC-t, ami a modern nyugati ABC elődje. A nevezetességek közé tartozik még az Obeliszk templom, melyben rengeteg bronzfigura található, egy római színház és a régi királyok síremlékei.